# Polskie Towarzystwo Terapeutyczne
Polskie Towarzystwo Terapeutyczne - ogólnopolska organizacja naukowa, zarejestrowana 3 czerwca 2005 roku przez Sąd Okręgowy w Poznaniu.
Członkami Polskie Towarzystwo Terapeutyczne są specjaliści zajmujący się różnymi formami terapii w zakresie psychologii, medycyny, seksuologii, psychoterapii oraz terapii pedagogicznej i choreoterapii, m.in. Kazimierz Imieliński (członek honorowy), Stanislav Kratochvil (członek honorowy), Christian Imieliński, Bassam Aouil (prezes towarzystwa) Zygmunt Zdrojewicz, Józef Binnebesel, Zbigniew Izdebski, Tomasz Kruszewski i inni.
31 grudnia 2005 roku Towarzystwo zostało afiliowane przy Albert Schweitzer World Academy of Medicine i Polskiej Akademii Medycyny.
W 2006 roku Polskie Towarzystwo Terapeutyczne zostało włączone przez Ministerstwo Pracy i Polityki Społecznej do prac związanych z tworzeniem Izb Psychologicznych.
Polskie Towarzystwo Terapeutyczne prowadzi działalność edukacyjną i szkoleniową oraz naukową. Wydaje własne monografie książkowe (m.in.  „Sex – Miłość – Związki” – Wspólne oblicza, red. Bassam Aouil i Christian Imieliński, Kraków 2017) oraz czasopismo Przegląd Terapeutyczny pod redakcją Tomasza Kruszewskiego.